# 錢弘謨
钱弘谟（？—？），原名徐弘谟，后复姓钱，字聖有，南直隶宁国府宣城縣人。明朝政治人物。

## 生平
万历四十年（1612年）壬子科应天乡试举人，天啓五年（1625年）乙丑科進士，授山东莱芜县知县，崇祯元年调章丘县。
与沈希韶、殷之辂、唐一灏同研席者数年，四人俱得雋，里人侈谭之。

## 家族
父錢一資，號逢源，太學生，以子贈文林郎山東莱芜县知县。